# Helene Millard
Pour les articles homonymes, voir Millard.

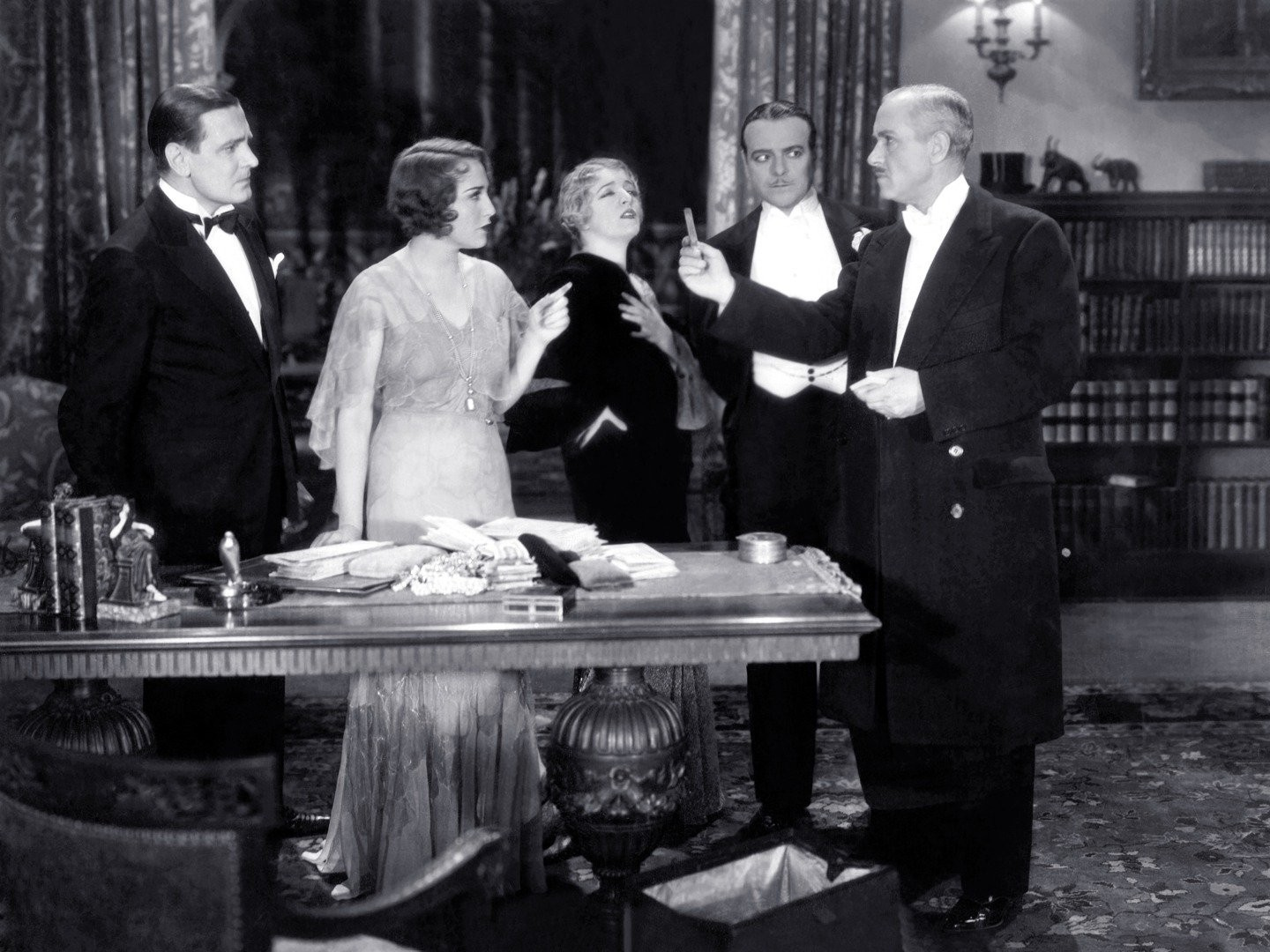
De g. à d. : Kenneth Thomson, Bebe Daniels, Helene Millard, Lowell Sherman et Purnell Pratt, dans Lawful Larceny (1930)

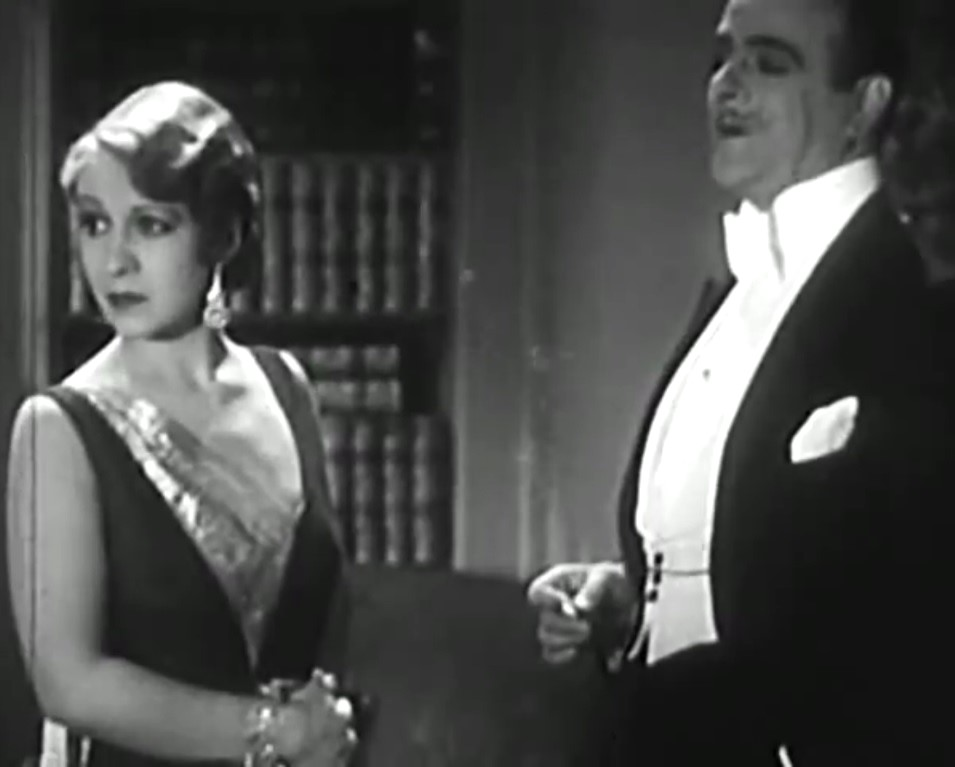
Avec Lowell Sherman, dans The Pay-Off (1930)

Helene Millard, née le 30 septembre 1905 à Minneapolis (Minnesota) et morte le 20 septembre 1974 à Laguna Hills (Californie), est une actrice américaine.

## Biographie
Au théâtre, Helene Millard joue une fois à Broadway (New York) en 1934, dans la pièce A Roman Servant de Larry O'Connor (avec Lester Allen et Lillian Kemble-Cooper).
Au cinéma, elle contribue à trente-neuf films américains, les trois premiers sortis en 1929, dont La Treizième Chaise de Tod Browning (1929, avec Conrad Nagel et Leila Hyams). Suivent notamment La Course de Broadway Bill de Frank Capra (1934, avec Warner Baxter et Myrna Loy) et Rien que la vérité d'Elliott Nugent (1941, avec Bob Hope et Paulette Goddard). Son dernier film est Drôle de meurtre de Don Weis (1953, avec June Allyson et Van Johnson).
À la télévision américaine, elle apparaît dans six séries, la première en 1951. La dernière est Topper, avec un épisode diffusé en 1954, son ultime prestation à l'écran. Entretemps, mentionnons la série-western Cisco Kid (un épisode, 1952).
Helene Millard meurt en 1974, à 68 ans.

## Théâtre à Broadway (intégrale)
- 1934 : A Roman Servant de Larry O'Connor : Sybil Weyman

## Filmographie partielle

### Cinéma
- 1929 : La Treizième Chaise (The Thirteenth Chair) de Tod Browning : Mary Eastwood
- 1929 : Désirs (Their Own Desire) de E. Mason Hopper : Beth Cheever
- 1930 : Lawful Larceny (en) de Lowell Sherman : Mme French
- 1930 : La Divorcée (The Divorcee) de Robert Z. Leonard : Mary
- 1930 : The Pay-Off de Lowell Sherman : Dot Palmer
- 1930 : Soyons gai (Let Us Be Gay) de Robert Z. Leonard : Helen Hibbard
- 1931 : Doctors' Wives de Frank Borzage : Vivian Crosby
- 1931 : Don't Bet on Women de William K. Howard
- 1932 : The Fourth Horseman (en) d'Hamilton MacFadden : Baby Face
- 1934 : La Course de Broadway Bill (Broadway Bill) de Frank Capra : Mme Arthur Winslow
- 1935 : Cœurs brisés (Break of Hearts) de Philip Moeller : Sylvia DeWitt
- 1936 : Ma femme américaine (en) (My American Wife) d'Harold Young : Mme Vincent Cantillon
- 1937 : Sa dernière carte (Her Husband Lies) d'Edward Ludwig : Mme Burdick
- 1937 : Le destin se joue la nuit (History is Made at Night) de Frank Borzage : Mme Vaughan
- 1938 : Change of Heart de James Tinling : une golfeuse
- 1938 : Marie-Antoinette (Marie Antoinette) de W. S. Van Dyke : une dame d'honneur de la comtesse Du Barry
- 1939 : Femmes (The Women) de George Cukor : une vendeuse de produits cosmétiques
- 1939 : The Night of Nights de Lewis Milestone : une vendeuse de parfums
- 1940 : The Biscuit Eater de Stuart Heisler : Mme McNeil
- 1941 : Rien que la vérité (Nothing But the Truth) d'Elliott Nugent : Mlle Hilda Turner
- 1941 : Histoire inachevée (Unfinished Business) de Gregory La Cava : Helen
- 1942 : Danse autour de la vie (We Were Dancing) de Robert Z. Leonard : Mme Lambert
- 1952 : Un garçon entreprenant (Young Man with Ideas) de Mitchell Leisen : Mme Creely
- 1953 : Le Clown (The Clown) de Robert Z. Leonard : Mlle Batson
- 1953 : Drôle de meurtre (Remains to Be Seen) de Don Weis : Mme Bennett

### Télévision
(séries)
- 1952 : Cisco Kid (The Cisco Kid), saison 2, épisode 22 Jewelry Holdup de Paul Landres : Tante Ellen Palmer
- 1954 : Topper, saison 1, épisode 38 Theatricals : Mme Denwood